# Robert Prosky
Robert Prosky, nato Robert Joseph Porzuczek (Filadelfia, 13 dicembre 1930 – Washington, 8 dicembre 2008), è stato un attore statunitense di origini polacche.
In una carriera iniziata negli anni settanta, e durata oltre 30 anni, ha lavorato ad oltre 30 film per il cinema, ed altrettanti lavori per la TV, fra film e serie.

## Biografia
Prosky è apparso in Strade violente, Hanky Panky - Fuga per due, Christine - La macchina infernale, Il migliore, Swing Kids - Giovani ribelli, Last Action Hero - L'ultimo grande eroe, Rudy - Il successo di un sogno, Mrs. Doubtfire - Mammo per sempre, La lettera scarlatta e Dead Man Walking - Condannato a morte.
Oltre ad apparire in vari film, è apparso in molte serie televisive, come Hill Street giorno e notte e L'atelier di Veronica. Prosky ha anche interpretato Jake “il serpente” Connolly in un episodio in due parti del 1991 di Coach. È stato preso in considerazione per il ruolo di Martin Crane in Frasier e in seguito ha fatto un'apparizione nella serie come scrittore solitario che fa amicizia con il personaggio.
Nei suoi ultimi anni di vita si era stabilito a Capitol Hill, quartiere di Washington. Prosky morì l'8 dicembre 2008, all'età di 77 anni, per complicazioni a seguito di un'operazione al cuore; aveva da poco finito di girare l'horror The Skeptic, suo ultimo lavoro. È sepolto nel cimitero di Rock Creek a Washington.

## Vita privata
Prosky ha sposato Ida Hove nel 1960. La coppia ha avuto tre figli: Andy, John e Stefan.

## Filmografia

### Cinema
- Strade violente (Thief), regia di Michael Mann (1981)
- Monsignore (Monsignor), regia di Frank Perry (1982)
- Hanky Panky - Fuga per due (Hanky Panky), regia di Sidney Poitier (1982)
- La fortezza (The Keep), regia di Michael Mann (1983)
- Christine - La macchina infernale (Christine), regia di John Carpenter (1983)
- Cavalli di razza (The Lords of Discipline), regia di Franc Roddam (1983)
- Il migliore (The Natural), regia di Barry Levinson (1984)
- Dentro la notizia - Broadcast News (Broadcast News), regia di James L. Brooks (1987)
- Bel colpo amico (Big Shots), regia di Robert Mandel (1987)
- Una fortuna sfacciata (Outrageous Fortune), regia di Arthur Hiller (1987)
- Le cose cambiano (Things Change), regia di David Mamet (1988)
- Non è stata una vacanza... è stata una guerra! (The Great Outdoors), regia di Howard Deutch (1988)
- Green Card - Matrimonio di convenienza (Green Card), regia di Peter Weir (1990)
- Bebè mania (Funny About Love), regia di Leonard Nimoy (1990)
- Gremlins 2 - La nuova stirpe (Gremlins 2: The New Batch), regia di Joe Dante (1990)
- Poliziotti a due zampe (Loose Cannons), regia di Bob Clark (1990)
- Age Isn't Everything, regia di Douglas Katz (1991)
- Cuori ribelli (Far and Away), regia di Ron Howard (1992)
- Swing Kids - Giovani ribelli (Hoffa), regia di Thomas Carter (1993)
- Last Action Hero - L'ultimo grande eroe (Last Action Hero), regia di John McTiernan (1993)
- Rudy - Il successo di un sogno (Rudy), regia di David Anspaugh (1993)
- Mrs. Doubtfire - Mammo per sempre (Mrs. Doubtfire), regia di Chris Columbus (1993)
- Miracolo nella 34ª strada (Miracle on 34th Street), regia di Les Mayfield (1994)
- La lettera scarlatta (The Scarlet Letter), regia di Roland Joffé (1995)
- Dead Man Walking - Condannato a morte (Dead Man Walking), regia di Tim Robbins (1995)
- L'ultimo appello (The Chamber), regia di James Foley (1996)
- Mad City - Assalto alla notizia (Mad City), regia di Costa-Gavras (1997)
- Dudley Do-Right, regia di Hugh Wilson (1999)
- Grandfather's Birthday, regia di Gayle Knutson (2000)
- Eliminate Smoochy (Death to Smoochy), regia di Danny DeVito (2002) - cameo non accreditato
- D-Tox, regia di Jim Gillespie (2002)
- The Skeptic - La casa maledetta (The Skeptic), regia di Tennyson Bardwell (2009) - postumo

### Televisione
- They've Killed President Lincoln – cortometraggio TV (1971)
- Zalmen: or, The Madness of God – opera teatrale TV (1975)
- Beacon Hill – serie TV, 1 episodio (1975)
- The Ordeal of Bill Carney – film TV (1981)
- Lou Grant – serie TV, 1 episodio (1981)
- World War III – film TV (1982)
- Into Thin Air, regia di Roger Young – film TV (1985)
- Alfred Hitchcock presenta (Alfred Hitchcock Presents) – serie TV, 1 episodio (1986)
- Hill Street giorno e notte (Hill Street Blues) – serie TV, 54 episodi (1984-1987)
- La signora in giallo (Murder, She Wrote) – serie TV, episodio 4x04 (1987)
- A Walk in the Woods – film TV (1988)
- Assassinio di Mary Phagan – miniserie TV (1988)
- Home Fires Burning – film TV (1989)
- From the Dead of Night – film TV (1989)
- Gioco sporco (The Heist) – film TV (1989)
- Christine Cromwell – serie TV, 1 episodio (1990)
- Ricordo mortale – film TV (1990)
- Johnny Ryan – film TV (1990)
- The Love She Sought – film TV  (1990)
- Lifestories – serie TV, 10 episodi (1990-1991)
- Coach – serie TV, 2 episodi (1991)
- Double Edge – film TV (1992)
- Teamster Boss: The Jackie Presser Story – film TV (1992)
- Oltre il ponte (Brooklyn Bridge) – serie TV, 1 episodio (1992)
- Cin cin (Cheers) – serie TV, 1 episodio (1992)
- Brothers' Destiny – film TV (1995)
- Frasier – serie TV, 1 episodio (1996)
- Il mistero del lago (The Lake) – film TV (1998)
- LateLine – serie TV, 1 episodio (1998)
- L'atelier di Veronica (Veronica's Closet) – serie TV, 23 episodi (1997-1998)
- Ai confini della giustizia (Swing Vote) – film TV (1999)
- Il tocco di un angelo (Touched By An Angel) – serie TV, 1 episodio (2000)
- Danny – serie TV, 9 episodi (2001)
- Ancora una volta (Once and Again) – serie TV, 1 episodio (2002)
- The Practice - Professione avvocati (The Practice) – serie TV, 5 episodi (1997-2002)
- K Street – serie TV, 3 episodi (2003)
- The Valley of Light – film TV  (2007)
- E.R. - Medici in prima linea (ER) – serie TV, 1 episodio (2007)

## Doppiatori italiani
Nelle versioni in italiano delle opere in cui ha recitato, Robert Prosky è stato doppiato da:
- Dante Biagioni in Last Action Hero - L'ultimo grande eroe, Miracolo nella 34ª Strada, Dudley Do-Right, D-Tox
- Mario Feliciani in Monsignore, Hanky Panky - Fuga per due
- Sergio Fiorentini in Bebè mania, Gremlins 2 - la nuova stirpe
- Renato Mori in Ai confini della giustizia, Cuori ribelli
- Franco Chillemi in Le cose cambiano, Poliziotti a due zampe
- Mario Bardella in La lettera scarlatta, Hoffa - santo o mafioso?
- Gianni Bonagura in L'ultimo appello
- Sandro Sardone in Frasier
- Ettore Conti ne Il mistero del lago
- Silvio Spaccesi in Strade violente
- Romano Ghini in Mrs. Doubtfire - Mammo per sempre
- Sergio Graziani in L'atelier di Veronica
- Manlio Guardabassi in La signora in giallo
- Dario Penne in Rudy - Il successo di un sogno
- Carlo Baccarini in Christine - La macchina infernale
- Pino Ferrara in Non è stata una vacanza... è stata una guerra!
- Bruno Alessandro in Dead Man Walking - Condannato a morte
- Gianni Musy in Mad City - Assalto alla notizia
- Giancarlo Padoan ne La fortezza
- Mimmo Craig in Gioco sporco
- Valerio Ruggeri in E.R. - Medici in prima linea
- Mino Caprio in The Skeptic - La casa maledetta
- Dario De Grassi in The Practice - Professione avvocati